# 埃里克·布拉德斯特伦
埃里克·布拉德斯特伦（瑞典語：Erik Bladström，1918年3月29日—1998年5月21日），瑞典男子皮划艇运动员。他曾代表瑞典参加1936年夏季奥林匹克运动会皮划艇比赛，联同斯文·约翰松获得一枚金牌。